# Qualificazioni ai Giochi della XXI Olimpiade (UEFA)
Di seguito sono elencati gli incontri con relativo risultato della zona europea (UEFA) per le qualificazioni a Montréal 1976.

## Formula
La formula prevedeva due turni eliminatori.
Al primo turno eliminatorio partecipavano 16 squadre che vennero divise in 8 spareggi A/R. In caso di pareggio, era previsto un terzo incontro in campo neutro. Le vincenti si sarebbero qualificate al secondo turno eliminatorio.
Nel secondo turno eliminatorio erano previsti quattro gironi A/R da tre squadre ciascuno; le squadre che partecipavano al secondo turno eliminatorio erano, dunque, 12 (le 8 squadre che avevano superato il primo turno preliminare a cui si aggiungevano Austria, Francia, Islanda e Turchia le quali erano, di diritto, qualificate al secondo turno). Le vincenti di ogni girone si sarebbero qualificate alle Olimpiadi.

## Risultati

### Primo turno eliminatorio
|  | Irlanda | 1 – 2 | Cecoslovacchia |  |

|  | Cecoslovacchia | 1 – 0 | Irlanda |  |

|  | Germania Ovest | 0 – 0 | Spagna |  |

|  | Spagna | 3 – 2 | Germania Ovest |  |

|  | Finlandia | 3 – 5 | Norvegia |  |

|  | Norvegia | 1 – 1 | Finlandia |  |

|  | Grecia | 0 – 1 | Germania Est |  |

|  | Germania Est | 4 – 0 | Grecia |  |

|  | Ungheria | 2 – 0 | Bulgaria |  |

|  | Bulgaria | 4 – 0 | Ungheria |  |

|  | Lussemburgo | 0 – 1 | Paesi Bassi |  |

|  | Paesi Bassi | 2 – 1 | Lussemburgo |  |

|  | Romania | 4 – 0 | Danimarca |  |

|  | Danimarca | 1 – 2 | Romania |  |

|  | Jugoslavia | 1 – 1 | Unione Sovietica |  |

|  | Unione Sovietica | 3 – 0 | Jugoslavia |  |

Passano il turno Cecoslovacchia (3-1), Spagna (3-2), Norvegia (6-4), Germania Est (5-0), Bulgaria (4-2), Paesi Bassi (3-1), Romania (6-1) e Unione Sovietica (4-1).

### Secondo turno eliminatorio

#### Gruppo 1
| Squadra          | P.ti | G | V | N | P | GF | GS | DR |
| ---------------- | ---- | - | - | - | - | -- | -- | -- |
| Unione Sovietica | 8    | 4 | 4 | 0 | 0 | 10 | 1  | +9 |
| Norvegia         | 3    | 4 | 1 | 1 | 2 | 5  | 10 | -5 |
| Islanda          | 1    | 4 | 0 | 1 | 3 | 3  | 7  | -4 |

|  | Unione Sovietica | 4 – 0 | Norvegia |  |

|  | Norvegia | 1 – 3 | Unione Sovietica |  |

|  | Unione Sovietica | 1 – 0 | Islanda |  |

|  | Islanda | 0 – 2 | Unione Sovietica |  |

|  | Norvegia | 3 – 2 | Islanda |  |

|  | Islanda | 1 – 1 | Norvegia |  |

#### Gruppo 2
| Squadra        | P.ti | G | V | N | P | GF | GS | DR |
| -------------- | ---- | - | - | - | - | -- | -- | -- |
| Germania Est   | 6    | 4 | 2 | 2 | 0 | 4  | 1  | +3 |
| Cecoslovacchia | 5    | 4 | 1 | 3 | 0 | 6  | 1  | +5 |
| Austria        | 1    | 4 | 0 | 1 | 3 | 0  | 8  | -8 |

|  | Germania Est | 0 – 0 | Cecoslovacchia |  |

|  | Cecoslovacchia | 1 – 1 | Germania Est |  |

|  | Germania Est | 1 – 0 | Austria |  |

|  | Austria | 0 – 2 | Germania Est |  |

|  | Cecoslovacchia | 5 – 0 | Austria |  |

|  | Austria | 0 – 0 | Cecoslovacchia |  |

#### Gruppo 3
| Squadra  | P.ti | G | V | N | P | GF | GS | DR |
| -------- | ---- | - | - | - | - | -- | -- | -- |
| Spagna   | 6    | 4 | 2 | 2 | 0 | 5  | 2  | +3 |
| Bulgaria | 5    | 4 | 2 | 1 | 1 | 7  | 3  | +4 |
| Turchia  | 1    | 4 | 0 | 1 | 3 | 0  | 7  | -7 |

|  | Spagna | 2 – 1 | Bulgaria |  |

|  | Bulgaria | 1 – 1 | Spagna |  |

|  | Spagna | 2 – 0 | Turchia |  |

|  | Turchia | 0 – 0 | Spagna |  |

|  | Bulgaria | 3 – 0 | Turchia |  |

|  | Turchia | 0 – 2 | Bulgaria |  |

#### Gruppo 4
| Squadra     | P.ti | G | V | N | P | GF | GS | DR  |
| ----------- | ---- | - | - | - | - | -- | -- | --- |
| Francia     | 6    | 4 | 3 | 0 | 1 | 11 | 5  | +6  |
| Romania     | 6    | 4 | 3 | 0 | 1 | 9  | 5  | +4  |
| Paesi Bassi | 0    | 4 | 0 | 0 | 4 | 5  | 15 | -10 |

|  | Francia | 4 – 0 | Romania |  |

|  | Romania | 1 – 0 | Francia |  |

|  | Francia | 4 – 2 | Paesi Bassi |  |

|  | Paesi Bassi | 2 – 3 | Francia |  |

|  | Romania | 5 – 1 | Paesi Bassi |  |

|  | Paesi Bassi | 0 – 3 | Romania |  |